# Xabier Tolosa
Xabier Tolosa Abendibar, llamado Tolosa, nacido en Anoeta (Guipúzcoa) el 24 de octubre de 1995, es un pelotari de pelota vasca en la modalidad de mano, juega en la posición de zaguero.

## Palmarés
- Campeón del Campeonato de Parejas de promoción, 2015 y 2016

## Finales del Campeonato de Parejas de 2.ª categoría
| Año  | Campeón      | Subcampeón      | Tanteo | Frontón |
| ---- | ------------ | --------------- | ------ | ------- |
| 2015 | Jaka-Tolosa  | Rico IV-Larunbe | 22-17  | Labrit  |
| 2016 | Gorka-Tolosa | Agirre-Larunbe  | 22-11  | Labrit  |